# 초전도 전자석

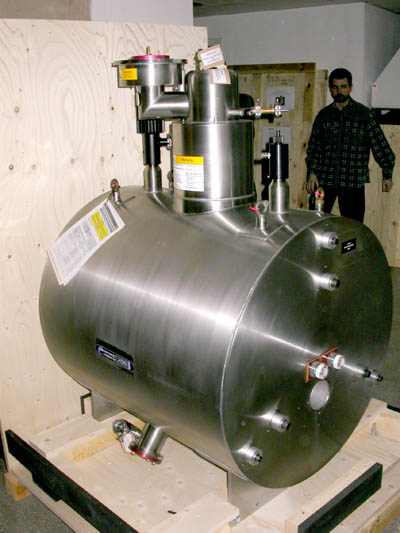

초전도 자석 또는 초전도전자석(超傳導磁石)은 초전도 선으로 감은 코일을 사용하여 만들어진 전자석이다.
초전도 자석은 구리선 등을 사용한 일반 전자석에 비해 여러 가지 이점을 지닌다.  영구전류모드를 사용하면 더 안정적인 자기장을 얻을 수 있다.  초전도 선은 구리선에 비해 같은 단면적에 백배 정도의 전류를 흘릴 수 있기 때문에 초전도 자석은 일반 전자석에 비해 더 작아질 수 있다.  또한 저항손실이 없기 때문에 적은 전력을 소모한다.  큰 자기장을 얻기 위해서는 일반 전자석 안에 초전도 자석을 삽입한 형태의 복합 자석 형태로 만들기도 한다.

## 개요
초전도물질을 코일의 전선으로 쓰는 전자석이다. 핵융합로, 가속기, 초전도 회전기, 의료기기 등 많은 분야에서 이용된다. 액체 헬륨으로 냉각시킨 코일 전선은 초전도 상태가 되며, 전류가 흘러도 열이 생기지 않는다. 따라서 계속해서 전류를 보내 자장을 얻을 수 있다. 초전도자석 자체는 전력 소비가 거의 없으나 매우 낮은 환경을 조성하고 유지하기 위해서는 냉동용 전력이 따로 필요하다.